# Diocles (matematician)
Diocles (în greaca veche:Διοκλῆς, c. 240 î.Hr. - c. 180 î.Hr.) a fost un matematician al Greciei antice, cu contribuții în special în domeniul geometriei.
A încercat rezolvarea problemei duplicării cubului, utilizând un tip de cisoidă care avea să îi poarte numele: cisoida lui Diocles.
De asemenea, a descoperit soluția unei alte probleme faimoase: determinarea a două medii proporționale între două drepte date.
A dat o construcție pentru problema lui Arhimede generalizată, privind împărțirea unui segment cu ajutorul unei elipse și al unei hiperbole.
Conform scrierilor matematicianului Eutokios, Diocles a întocmit o lucrare despre oglinzile incendiare.
Mai mult, izvoarele arabe susțin că Diocles ar fi inventatorul oglinzilor parabolice.